# Hans Ulrich Klintzsche
Johann 'Hans' Ulrich Klintzsch (Lübbenau, 4 november 1898 — Hamburg, 17 augustus 1959) was een Duitse officier, Freikorpslid en een van de stichtende leden van de Sturmabteilung (SA).

## Jeugd en vroege bezigheden
Klintzsch was een zoon van priester Paul Arthur Heinrich Klintzsch en zijn vrouw Dorothea, geboren Schmidtgen. Klintzsch bezocht tot zijn elfde een privéschool in Lübbenau. Het gezin woonde vervolgens twee jaar in Cottbus, waar hij het Friedrich-Wilhelms-Gymnasium bezocht, en vervolgens vanaf 1911 in Berlijn, waar hij naar het Joachimsthalsche Gymnasium werd gestuurd.
Omstreeks 1916 verliet Klintzsch de middelbare school en ging als vrijwilliger naar de marineschool in Flensbrug-Mürwik. Na zijn opleiding daar kwam hij naar het opleidingsschip Freya en vervolgens naar de torpedobootjagerflottielje Vlaanderen. Hier bleef hij tot het einde van de Eerste Wereldoorlog.

## Politieke activiteiten in deWeimarrepublik
Op 6 januari 1919 werd Klintzsch uiteindelijk vrijgelaten uit de militaire dienst. In februari 1919 sloot Klintzsch zich aan bij het Lützow-Freikorps, waarmee hij in de daaropvolgende maanden deelnam aan veldslagen in Berlijn, Braunschweig en München. Nadat de communistische heersers in München waren omvergeworpen, stapte Klintzsch eind mei 1919 over naar de Ehrhardt-Marinebrigade. Hiermee nam hij in maart 1920 deel aan de Kapp Putsch.
Nadat de Brigade in juni 1920 werd ontbonden, werd Klintzsch als luitenant ter zee overgeplaatst naar een eenheid in de Oostzee. Hij bleef daar bijna een jaar tot hij op 2 juni 1921 afscheid nam. Vervolgens ging hij naar München om daar zijn studie voort te zetten. Hij had tot juli 1921 zijn vaste verblijfplaats in de stad.
In het geheim was Klintzsch sinds 1920 lid van het geheime genootschap Organisation Consul. Dit diende als de opvolger van de Brigade. Hij was ook lid van de Bund Wiking, een andere Ehrhardt-organisatie.
Op 20 juli 1921 sloot Klintzsch zich aan bij de NSDAP. In augustus 1921 nam Ehrhardt, op basis van een overeenkomstige overeenkomst met Hitler, het militaire bevel over de gymnastiek- en sportafdeling van de NSDAP over. Ehrhardt droeg de leiding en militaire training van de leden van de sportafdelingen, die al snel werden omgedoopt tot Sturmabteilung, over aan Klintzsch.  Klintzsch bleef zijn salaris ontvangen van de Marinebrigade Ehrhardt, terwijl hij voor de NSDAP werkte.
Begin september 1921 werd Klintzsch kort in hechtenis genomen op verdenking van betrokkenheid bij de moord op Matthias Erzberger. Begin 1922 werd hij weer vrijgelaten. Op dat moment nam hij opnieuw de leiding en training over van de “gymnastiek- en sportafdeling”, die op 5 oktober 1921 officieel werd omgedoopt tot “Sturmabteilung” (SA). Na zijn vrijlating uit de gevangenis begin 1922 bekleedde Klintzsch bijna een jaar lang het opperbevel van de SA, tot maart 1923. Op dat moment nam Hermann Göring de leiding van de SA over.

## Verdere carrière
In 1924 begon Klintzsch een civiele carrière. Nadat de omvang van de Duitse strijdkrachten na 1933 dramatisch was toegenomen en voormalige officieren de kans kregen om opnieuw in het leger te worden opgenomen met het vooruitzicht op snelle promotie, liet Klintzsch zich rond 1935 reactiveren als officier: van 1936 tot 1939 bekleedde hij de rang van majoor bij de Luftwaffe. Op 1 maart 1945 kreeg hij, nu kolonel, de functie van Fliegerführer 6 binnen Luft Flotte 6 . Met zijn vliegende eenheden werd hij tot de onvoorwaardelijke overgave van de Wehrmacht ingezet in het Baltische gebied.
Klintzsch stierf in 1959 tijdens het huwelijk van zijn zoon in Hamburg. Hij werd ironisch genoeg begraven op de Joodse begraafplaats Ohlsdorf.
- Gemeinsame Normdatei: 124447902
- International Standard Name Identifier: 0000 0003 8723 5058
- Nederlandse Thesaurus van Auteursnamen: 292004095
- Virtual International Authority File: 280100419